# How to Succeed in Business Without Really Trying (comédie musicale)
 (décembre 2022).
La mise en forme du texte ne suit pas les recommandations de Wikipédia : il faut le « wikifier ».
Les points d'amélioration suivants sont les cas les plus fréquents. Le détail des points à revoir est peut-être précisé sur la page de discussion.
- Les titres sont pré-formatés par le logiciel. Ils ne sont ni en capitales, ni en gras.
- Le texte ne doit pas être écrit en capitales (les noms de famille non plus), ni en gras, ni en italique, ni en « petit »…
- Le gras n'est utilisé que pour surligner le titre de l'article dans l'introduction, une seule fois.
- L'italique est rarement utilisé : mots en langue étrangère, titres d'œuvres, noms de bateaux, etc.
- Les citations ne sont pas en italique mais en corps de texte normal. Elles sont entourées par des guillemets français : « et ».
- Les listes à puces sont à éviter, des paragraphes rédigés étant largement préférés. Les tableaux sont à réserver à la présentation de données structurées (résultats, etc.).
- Les appels de note de bas de page (petits chiffres en exposant, introduits par l'outil «  Source ») sont à placer entre la fin de phrase et le point final[comme ça].
- Les liens internes (vers d'autres articles de Wikipédia) sont à choisir avec parcimonie. Créez des liens vers des articles approfondissant le sujet. Les termes génériques sans rapport avec le sujet sont à éviter, ainsi que les répétitions de liens vers un même terme.
- Les liens externes sont à placer uniquement dans une section « Liens externes », à la fin de l'article. Ces liens sont à choisir avec parcimonie suivant les règles définies. Si un lien sert de source à l'article, son insertion dans le texte est à faire par les notes de bas de page.
- La présentation des références doit suivre les conventions bibliographiques. Il est recommandé d'utiliser les modèles {{Ouvrage}}, {{Chapitre}}, {{Article}}, {{Lien web}} et/ou {{Bibliographie}}. Le mode d'édition visuel peut mettre en forme automatiquement les références.
- Insérer une infobox (cadre d'informations à droite) n'est pas obligatoire pour parachever la mise en page.

Pour une aide détaillée, merci de consulter Aide:Wikification.
Si vous pensez que ces points ont été résolus, vous pouvez retirer ce bandeau et améliorer la mise en forme d'un autre article.
Pour le film, voir Comment réussir dans les affaires sans vraiment essayer.
How to Succeed in Business Without Really Trying est une comédie musicale de Frank Loesser et un livret d'Abe Burrows, Jack Weinstock et Willie Gilbert, basé sur le livre du même nom de Shepherd Mead de 1952. 
La comédie musicale, avec Robert Morse et Rudy Vallée, a ouvert ses portes au 46th Street Theatre à Broadway le 14 octobre 1961, avec 1 417 représentations. Le spectacle a remporté sept Tony Awards, le prix du New York Drama Critics' Circle et le Prix Pulitzer de 1962 pour le théâtre.
En 1967, un film basé sur la comédie musicale est sorti chez United Artists, avec Morse et Vallee recréant leurs rôles sur grand écran.
Une reprise du spectacle a eu lieu en 1995 dans le même théâtre que la production originale (maintenant appelée Richard Rodgers Theatre). 548 représentations ont été données avec Matthew Broderick et Megan Mullally. Une nouvelle reprise à Broadway pour son 50e anniversaire a été mis en scène et chorégraphié par Rob Ashford, mettant en vedette Daniel Radcliffe et John Larroquette le 27 mars 2011, au Al Hirschfeld Theatre pour 473 représentations.

## Création
En 1952, le livre satirique de Shepherd Mead, Comment réussir en affaires sans vraiment essayer, est devenu un best-seller. Le dramaturge Willie Gilbert et son collègue Jack Weinstock ont créé une version scénique en 1955, mais celle-ci ne fut pas jouée dans les 5 années suivantes. L'agent Abe Newborn a porté le travail à l'attention des producteurs Cy Feuer et Ernest Martin, avec l'intention de la transformer en comédie musicale. Feuer et Martin ont eu un grand succès avec l'adaptation de Guys and Dolls. Abe Burrows et Frank Loessermis ont travaillé sur la nouvelle adaptation, avec des répétitions commençant en août 1961. Burrows a collaboré sur le livret avec Jack Weinstock et Willie Gilbert, servant également de metteur en scène. Frank Loesser a écrit la musique et les paroles pour le spectacle, qui a été orchestré par Robert Ginzler.

## Synopsis

### Acte I

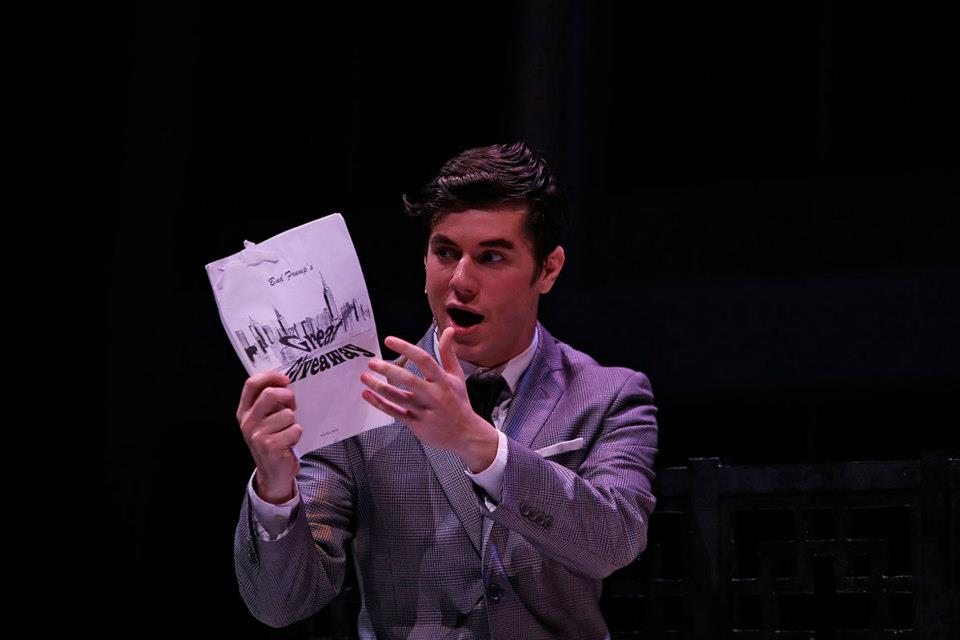
Finch et son fameux livre.

J. Pierrepont Finch, un jeune laveur de vitres à New York, lit le livre "Comment réussir en affaires sans vraiment essayer" pendant qu'il travaille. Le "Book Voice" lui dit qu'il réussira s'il suit les conseils du livre. Il entre dans la World Wide Wicket Company à la recherche d'un emploi ("How To Succeed").
Finch tombe sur JB Biggley, le président de l'entreprise, qui le renvoie au directeur des ressources humaines, M. Bratt. Rosemary Pilkington, une jeune secrétaire ambitieuse, aide Finch à rencontrer M. Bratt. Finch dit à Bratt que Biggley l'a envoyé, et Bratt lui donne un emploi dans la salle du courrier, où il travaille avec le neveu paresseux, arrogant et à l'esprit népotiste de Bud Frump. Rosemary rêve d'une vie avec Finch en banlieue ("Happy To Keep His Dinner Warm"). Les travailleurs fatigués se précipitent pour prendre leur pause-café ("Coffee Break"). Dans la salle du courrier, Finch gagne la faveur du chef de longue date de la salle du courrier, M. Twimble, qui lui révèle le secret de la longévité de l'entreprise ("The Company Way").
Twimble est promu chef du service expédition et doit choisir son remplaçant comme chef de la salle du courrier. Le livre prévient de ne pas rester trop longtemps dans la salle du courrier, alors Finch recommande Frump au lieu de lui-même. Twimble hésite à promouvoir le paresseux Frump, mais Frump promet d'être un bon employé ("The Company Way (Reprise)"). Twimble et Bratt sont impressionnés par l'altruisme apparent de Finch, et Bratt lui offre un emploi en tant que cadre junior dans le département Plans et Systèmes, dirigé par M. Gatch.
Une femme extrêmement séduisante, mais à la tête en l'air nommée Hedy LaRue, qui est la maîtresse secrète de M. Biggley, est embauchée comme secrétaire. Le premier jour de travail, les employés masculins sont instantanément attirés par elle, mais M. Bratt les met en garde de ne pas profiter de leurs employés ("A Secretary Is Not a Toy"). Finch apprend de la secrétaire de M. Biggley, Mlle Jones, que Biggley est un fier ancien élève du collège Old Ivy. Dans l'ascenseur à la fin de la journée de travail, le collègue de Rosemary, Smitty, l'aide avec Finch à fixer un rendez-vous ("Been a Long Day"). Frump rencontre Biggley et Hedy et réalise leur relation, et il fait chanter Biggley pour lui donner une promotion ("Been a Long Day (Reprise)").
Finch arrive tôt samedi matin et installe le bureau pour qu'il semble qu'il ait travaillé toute la nuit. Biggley croit la ruse de Finch, et Finch convainc Biggley que lui aussi est un fier ancien de Old Ivy ("Groundhog"), et ils chantent la chanson de combat Old Ivy ("Grand Old Ivy"). Biggley insiste pour que Finch ait son propre bureau et secrétaire, Hedy. Avec l'aide du livre, Finch se rend compte que Biggley doit être l'avocat de Hedy et l'envoie faire une commission à Gatch, sachant que Gatch lui fera une passe. Gatch tombe dans le piège et est envoyé au Venezuela et Finch est promu à son poste de chef des plans et systèmes.
Lors d'une réception pour le nouveau chef du service de publicité, Benjamin Burton Daniel Ovington, Rosemary espère impressionner Finch avec sa nouvelle robe "Paris original", mais toutes les autres femmes arrivent à la réception vêtues de la même robe ("Paris Original"). Frump à l'intention d'attraper Finch en train d'embrasser LaRue dans son bureau, mais après que LaRue ait fait chanter Finch en l'embrassant, il se rend compte qu'il est réellement amoureux de Rosemary ("Rosemary"). Après quelques complications ridicules, Frump et Biggley entrent dans le bureau au moment où Finch embrasse Rosemary. Ovington est obligé de démissionner lorsque Biggley apprend qu'il est diplômé de Northern State, le plus amer rival d'Old Ivy ("Chipmunk"). Biggley nomme Finch vice-président chargé de la publicité. Biggley s'en va alors que Finch et Rosemary se déclarent leur flamme, et Bud Frump jure de se venger ("Acte I Finale").

### Acte II

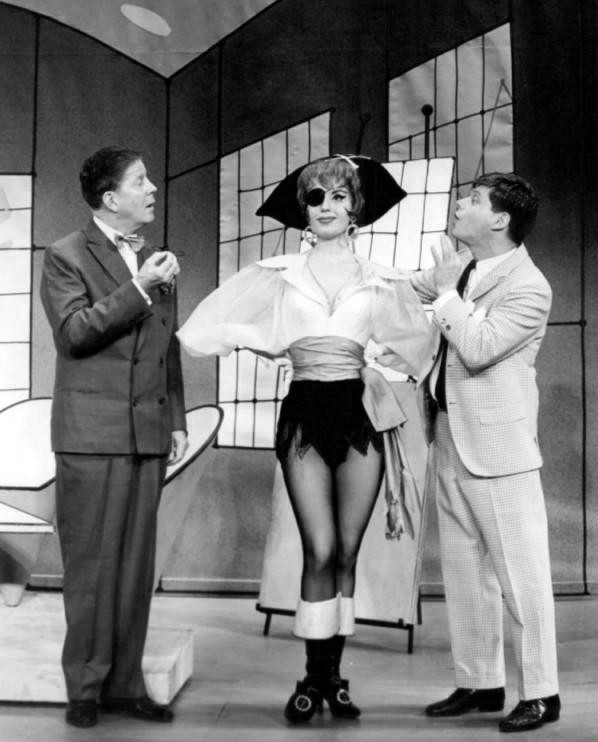
Robert Morse et Rudy Vallée dans la production originale de 1961.

Deux jours plus tard, Rosemary a été négligée par Finch. Elle décide de démissionner, mais ses collègues secrétaires la convainquent de rester parce qu'elle vit leur rêve d'épouser un cadre ("Cinderella, Darling"). (Dans le renouveau de 1995, cette chanson a été remplacée par une reprise de "How to Succeed", les paroles suggérant des moyens par lesquels une femme peut mettre la main sur les actifs financiers d'un homme).
Le livre avertit Finch que parce que le vice-président de la publicité est une mauvaise position, il a besoin d'une idée brillante. Bud Frump raconte sournoisement à Finch son idée d'une chasse au trésor, que Finch aime, sans savoir que Biggley a déjà entendu l'idée et l'a rejetée. Finch partage l'idée avec Rosemary, qui lui dit qu'elle restera avec lui quoi qu'il arrive ("Happy To Keep His Dinner Warm (Reprise)"). Hedy dit à Biggley qu'elle n'est pas heureuse en tant que secrétaire et qu'elle part pour la Californie. Il la supplie de rester et lui dit qu'il l'aime, et elle accepte de rester ("Love From a Heart of Gold"). Dans les toilettes des cadres, Finch se donne un coup de pouce tandis que, derrière son dos, les autres cadres et Frump complotent contre lui ("I Believe In You").
Finch présente « son » idée à Biggley: il cacheront cinq mille actions de la société dans chacun des dix bureaux à travers le pays et donneront chaque semaine des indices de téléspectateurs. Biggley accepte cette idée lorsque Finch explique que chaque indice sera donné par la fille du trésor du World Wide Wicket légèrement vêtue: Mlle Hedy LaRue.
Lors de la première émission de télévision, Hedy est priée de jurer sur une Bible qu'elle ne connaît pas l'emplacement des prix. Hedy panique et révèle les lieux à l'antenne, ce qui incite tous les employés de Wicket à démolir les bureaux à leur recherche. Le livre dit à Finch, "Comment gérer un désastre. ... Nous suggérons que votre meilleur pari si vous êtes la cause du désastre est de revoir le premier chapitre de ce livre:" Comment postuler pour un emploi "."
Les dirigeants, dont le président du conseil d'administration Wally Womper, attend dans le bureau de Biggley la démission de Finch. Rosemary dit encore à Finch qu'elle le soutiendra quoi qu'il arrive ("I Believe in You (Reprise)"). Sur le point de signer sa lettre de démission, Finch mentionne qu'il recommencera probablement à laver les vitres. Womper a de la compassion pour Finch, car lui aussi était laveur de vitres et ils avaient tous les deux "un livre": le livre de Wally était un livre de paris. Finch attribue la chasse au trésor à Frump, mentionnant également que Frump est le neveu de Biggley. Womper est sur le point de «nettoyer la maison de haut en bas», lorsque Finch intervient au nom de tous. Finch dit aux dirigeants que même si le monde des affaires est un lieu rempli de trahison et de compétitivité, le personnel de World Wide Wicket est comme une famille pour lui ("Brotherhood of Man").
Biggley reste président, Womper prend sa retraite pour parcourir le monde avec sa nouvelle épouse, Hedy, et Finch devient président du conseil d'administration. Rosemary se tient à ses côtés et l'inspire par inadvertance à aspirer à la présidence des États-Unis. Frump obtient un travail de laveur de vitres, jurant de se venger de Finch ("Company Way (Finale)").

## Numéros musicaux
| Acte I - "Ouverture" - "How to Succeed" - Finch et l'ensemble - "Happy To Keep His Dinner Warm" - Rosemary - "Coffee Break" - Bud Frump, Smitty et l'ensemble - "Company Way" - Twimble, Finch - "Company Way (Reprise)" - Bud, Twimble et l'ensemble - "A Secretary is Not a Toy" - Bratt et l'ensemble - "Been a Long Day" - Smitty, Finch et Rosemary - "Been a Long Day (Reprise)" - Bud, Biggley, Hedy - "Grand Old Ivy" - Finch, Biggley - "Paris Original" - Rosemary, Smitty, Krumholtz, Miss Jones et les femmes - "Rosemary" - Finch, Rosemary - "Acte I Finale" - Finch, Rosemary, Bud | Acte II - "Cinderella, Darling" - Smitty et les femmes - 1995 revival replacement: "How to Succeed (Reprise)" - "Happy To Keep His Dinner Warm (Reprise)" - Rosemary - "Love From a Heart of Gold" - Biggley, Hedy - "I Believe in You" - Finch et les hommes - "I Believe in You (Reprise)" - Rosemary - "Brotherhood of Man" - Finch, Womper, Biggley, Miss Jones et les hommes - "Company Way (Finale)" - Toute la troupe |

## Adaptation cinématographique
En 1967, United Artists sort un film adapté et réalisé par David Swift. Robert Morse, Rudy Vallée, Michele Lee (qui a remplacé Bonnie Scott dans le rôle de Rosemary lors de la tournée de Broadway), Sammy Smith et Ruth Kobart ont recréé leurs rôles pour le film, et Bob Fosse a de nouveau chorégraphié. Plusieurs chansons ont été omises de la partition, comme "Love From a Heart of Gold", "Happy to Keep His Dinner Warm", "Cinderella Darling", "Paris Original" et "Coffee Break", bien qu'il y ait des dialogues faisant références aux deux derniers. 

## Adaptation télévisuelle
La comédie musicale a été adaptée par Abe Burrows pour une production télévisée avec Alan Bursky, Susan Blanchard et Larry Haines , réalisé par Burt Brinckerhoff. La production a été diffusée sous forme d'une comédie spécial sur ABC le 27 juin 1975.

## Prix et distinctions

### Production originale de Broadway
| Année | Récompense | Catégorie                                         | Nomination                                    | Résultat   |
| ----- | ---------- | ------------------------------------------------- | --------------------------------------------- | ---------- |
| 1962  | Tony Award | Best Musical                                      | Best Musical                                  | Lauréat    |
| 1962  | Tony Award | Best Author                                       | Abe Burrows, Jack Weinstock et Willie Gilbert | Lauréat    |
| 1962  | Tony Award | Best Performance by a Leading Actor in a Musical  | Robert Morse                                  | Lauréat    |
| 1962  | Tony Award | Best Performance by a Featured Actor in a Musical | Charles Nelson Reilly                         | Lauréat    |
| 1962  | Tony Award | Best Direction of a Musical                       | Abe Burrows                                   | Lauréat    |
| 1962  | Tony Award | Best Producer                                     | Cy Feuer et Ernest Martin                     | Lauréat    |
| 1962  | Tony Award | Best Composer                                     | Frank Loesser                                 | Nomination |
| 1962  | Tony Award | Best Conductor and Musical Director               | Elliot Lawrence                               | Lauréat    |

### Reprise à Broadway (1995)
| Année | Récompense        | Catégorie                                        | Nomination                | Résultat   |
| ----- | ----------------- | ------------------------------------------------ | ------------------------- | ---------- |
| 1995  | Tony Award        | Best Revival of a Musical                        | Best Revival of a Musical | Nomination |
| 1995  | Tony Award        | Best Performance by a Leading Actor in a Musical | Matthew Broderick         | Lauréat    |
| 1995  | Tony Award        | Best Direction of a Musical                      | Des McAnuff               | Nomination |
| 1995  | Tony Award        | Best Choreography                                | Wayne Cilento             | Nomination |
| 1995  | Drama Desk Awards | Outstanding Musical                              | Outstanding Musical       | Nomination |
| 1995  | Drama Desk Awards | Outstanding Actor in a Musical                   | Matthew Broderick         | Nomination |

### Reprise à Broadway (2011)
| Année | Récompense       | Catégorie                                           | Nomination                                                                                                  | Résultat   |
| ----- | ---------------- | --------------------------------------------------- | --- | ---------- |
| 2011  | Tony Award       | Best Revival of a Musical                           | Best Revival of a Musical                                                                                   | Nomination |
| 2011  | Tony Award       | Best Performance by a Featured Actor in a Musical   | John Larroquette                                                                                            | Lauréat    |
| 2011  | Tony Award       | Best Performance by a Featured Actress in a Musical | Tammy Blanchard                                                                                             | Nomination |
| 2011  | Tony Award       | Best Direction of a Musical                         | Rob Ashford                                                                                                 | Nomination |
| 2011  | Tony Award       | Best Choreography                                   | Rob Ashford                                                                                                 | Nomination |
| 2011  | Tony Award       | Best Orchestrations                                 | Doug Besterman                                                                                              | Nomination |
| 2011  | Tony Award       | Best Costume Design                                 | Catherine Zuber                                                                                             | Nomination |
| 2011  | Tony Award       | Best Lighting Design                                | Howell Binkley                                                                                              | Nomination |
| 2011  | Drama Desk Award | Outstanding Revival of a Musical                    | Outstanding Revival of a Musical                                                                            | Nomination |
| 2011  | Drama Desk Award | Outstanding Actor in a Musical                      | Daniel Radcliffe                                                                                            | Nomination |
| 2011  | Drama Desk Award | Outstanding Featured Actor in a Musical             | John Larroquette                                                                                            | Lauréat    |
| 2011  | Drama Desk Award | Outstanding Director of a Musical                   | Rob Ashford                                                                                                 | Nomination |
| 2011  | Drama Desk Award | Outstanding Choreography                            | Rob Ashford                                                                                                 | Nomination |
| 2012  | Grammy Awards    | Best Musical Theater Album                          | John Larroquette & Daniel Radcliffe, artistes; Robert Sher, producteur; Frank Loesser, compositeur/parolier | Nomination |